# Xylopia arenaria
Xylopia arenaria Engl. – gatunek rośliny z rodziny flaszowcowatych (Annonaceae Juss.). Występuje endemicznie w naturalnie w Kenii i Tanzanii. 

## Morfologia
PokrójZimozielone drzewo lub krzew dorastające do 1,5–6 m wysokości. Kora ma białoszarawą barwę. Młode pędy są owłosione.
LiścieMają kształt od eliptycznego lub eliptycznie lancetowatego. Mierzą 1–6 cm długości oraz 0,5–2,5 szerokości. Są lekko owłosione od spodu. Nasada liścia jest zaokrąglona. Wierzchołek jest ostry lub spiczasty. Ogonek liściowy jest owłosiony i dorasta do 2–4 cm długości.
KwiatyPojedyncze. Rozwijają się w kątach pędów. Działki kielicha są owłosione, mają owalnie trójkątny kształt i dorastają do 2–5 mm długości. Płatki są zielonoszarawe. Mają liniowo lancetowaty kształt i dorastają do 7–12 cm długości. Są owłosione. Słupków jest do 6 do 12.

## Biologia i ekologia
Rośnie w zaroślach i otwartych przestrzeniach w lasach. Występuje na terenach nizinnych.